# Ultramania
Ultramania es el segundo álbum de estudio del músico coreano Seo Taiji. A pesar de que es el segundo álbum como solista de Seo, algunos se refieren a él como su sexto contando los cuatro álbumes lanzados por Seo Taiji and Boys. Muestra una continuación del sonido Nu Metal expresado en su álbum anterior, Seo Tai Ji, y ha vendido más de un millón de copias. Ultramania posicionó tres sencillos número-uno, "Ultramania", "Feel the Soul" e "Internet War".

## Contexto
Ultramania vio a Seo Taiji reanudar sus actividades musicales en Corea por primera vez desde su retiro y el fin de Seo Taiji and Boys en enero de 1996. A pesar de que se lanzó Seo Tai Ji en 1998, él se mantuvo oculto y permaneció en los Estados Unidos. En su decisión de poner fin al retiro y el miedo de la opinión pública por su regreso, Seo dijo que pensó muchas veces, y que no fue una decisión fácil de tomar. A la Espera de su regreso, más de un millar de fanáticos esperaron en Kimpo Aeropuerto Internacional en agosto de 2000, con 900 policías enviados para controlar el caos.
Seo culminó su "regreso" en el concierto del 9 de septiembre de 2000, en el Fencing Stadium, del Parque Olímpico con 6.000 aficionados. El álbum fue lanzado justo un día antes, con estimaciones de ventas en 800,000 a 900,000 copias vendidas en apenas dos días.
Él publicó el primer sencillo del álbum, "Ultramania", que rápidamente fue número uno en las listas de éxitos musicales. "Internet War" pronto en su lanzamiento, también alcanzó el número uno. La última canción en el álbum incluye una pista oculta; una versión rock de "Neoege" originalmente de Seo Taiji and Boys.
La mayoría de las canciones de Ultramania fueron regrabadas y publicadas en el 2003; "6th Album Re-recording & ETPFEST Live" como compilación.

## Recepción
Ultramania vendió más de 1,3 millones de copias. Después de Seo firmar un acuerdo exclusivamente para aparecer en Seoul Broadcasting System, sus competidores Korean Broadcasting System y Munhwa Broadcasting Corporation dejaron al músico fuera de sus listas musicales.
En el año 2000, la canción "Ultramania" ganó el Mnet Asian Music Award for Best Band Performance.
El crítico musical Im Jin-mo dijo que "la nueva música de Seo es mucho más agresiva que antes. Incluso muestra signos de arrogancia. No cumple con el estándar tradicional de la popularidad y la comercialización. En cierto modo, parece estar haciendo una "independencia declaración a nivel personal ".

## Lista de pistas
1. «Item»
2. «Tank»
3. «Orange»
4. «Internet War»
5. «Plagiarism»
6. «Feel The Soul»
7. «Lego»
8. «Ultramania»
9. «Nani»

## Personal
- Seo Taiji - vocales, todos los instrumentos, grabación, producción
- DJ Babu - Scratching
- Jason Robert - grabación, mezcla